# JAWS
JAWS är namnet på en mjukvara som fungerar som ett hjälpmedel för personer med nedsatt syn på så sätt att det är möjligt att använda en dator med ett grafiskt gränssnitt. Programmet läser upp den text som visas på skärmen med hjälp av en syntetisk röst. Den första versionen av programmet JAWS släpptes av Ted Henter år 1989. Ted Henter förlorade själv synen i en motorcykelolycka år 1978 och grundade 1985 företaget Freedom Scientific. Programmet skrevs ursprungligen för att användas tillsammans med operativsystemet MS-DOS. Jaws finns i två versioner för MS-DOS, därefter blev operativsystem med stöd för fönsterhantering populära och blev snart dominerande på marknaden för persondatorer. Jaws har släppts i 12 versioner för Windows, den senaste versionen släpptes i oktober 2010.